# Домброва-Бялостоцка
Домброва-Бялостоцка (пол. Dąbrowa Białostocka) — город в Польше, входит в Подляское воеводство, Сокульский повят. Имеет статус городско-сельской гмины. Занимает площадь 22,64 км². Население — 5632 человека (на 2017 год).

## История
В 1940—1941 и 1944—1945 годах был районным центром Белостокской области БССР.

## Фотографии
- Костёл
- Памятник
- Памятник